# Welcome to Lodoss Island!
Welcome to Lodoss Island (ようこそロードス島へ!?, Youkoso Lodoss Shima e!) è un manga pubblicato dal 1997 al 1999 dalla Kadokawa Shoten. Il manga consiste in una serie di strisce umoristiche con protagonisti i personaggi della saga Record of Lodoss War in versione super deformed. Il manga è stato adattato in un lungometraggio cinematografico di cinquantaquattro minuti diretto da Koichi Chigira e proiettato in concomitanza con le trasmissioni televisive dell'anime Record of Lodoss War: Chronicles of the Heroic Knight.
In Italia questa serie è stata unita a Record of Lodoss War: La saga dei cavalieri trasmessa su Hiro, dove a fine episodio sono stati aggiunti 2 minuti di Welcome to Lodoss Island!.